# Boltbus
Boltbus est une entreprise de transport américaine de passagers par autocar à travers l'Amérique du Nord. Boltbus est la marque low cost issue du partenariat 50/50 entre les entreprises de transports en autocar Greyhound Lines et Peter Pan Bus Lines.

## Histoire
La marque Boltbus est lancée en 2008 par les entreprises de transports en autocar Greyhound Lines et Peter Pan Bus Lines. La nouvelle entreprise casse alors les prix, certains billets intervilles ne coûtent que $1 dollar,. La création de Boltbus est une réponse à l'arrivée depuis 2006 sur le marché américain de la marque britannique Megabus.
En mai 2013, Boltbus à Long Island cède la place à 7Bus, une marque me-too de Boltbus créée pour l'occasion par la société exploitant les lignes d'autocar de la région. En décembre 2015, Boltbus lance son tracker de bus. Cette même année, Boltbus intègre Uber dans son application mobile pour commander un chauffeur à la sortie de l'autocar. En 2016, Boltbus lance un nouveau système digital de divertissement auquel les voyageurs peuvent se connecter lors de leurs voyages en autocar.
En septembre 2019, le candidat à l'élection présidentielle américaine de 2020 Beto O'Rourke voyage en autocar Boltbus de Boston à New York, et déclare à la presse que ce mode de transport est moins polluant et presque aussi rapide que l'avion.

## Description
Boltbus est une marque low cost de transport américaine de passagers par autocar à travers l'Amérique du Nord, marque issue du partenariat 50/50 entre les entreprises de transports en autocar Greyhound Lines et Peter Pan Bus Lines.
Boltbus offre le billet à $1 à toute personne réservant sa place en premier dans tous les bus de la Côte Est américaine.

## Logo

Drapeau de la British Union of Fascists

Le logo de la société Boltbus est quasi identique au logo de la British Union of Fascists. La direction assure cependant avoir réalisé cela bien après avoir finalisé la sélection du logo.

## Incidents
En mai 2015, un autocar Boltbus prend feu. La vidéo de cet incendie est relayée sur les réseaux sociaux. La société mère Greyhound Lines annonce que l'incident n'a pas occasionné de victime, les passagers ayant pu descendre du véhicule et récupérer leurs valises avant que le feu se déclare et se propage.